# Mauro Lalli
Mauro Lalli (Atessa, 17 de setembro de 1965) é um diplomata e prelado italiano da Igreja Católica pertencente ao serviço diplomático da Santa Sé.

## Biografia
Foi ordenado sacerdote em 14 de julho de 1990, sendo incardinado na Arquidiocese de Chieti-Vasto. É licenciado em direito utroque iuri, tanto direito canônico e direito civil.
Ingressou no serviço diplomático da Santa Sé em 1 de julho de 1999 e trabalhou posteriormente nas Representações Papais na Guatemala, República Democrática do Congo, Moçambique, Romênia, Croácia, Índia, Iraque, Jordânia e Chipre.
É fluente, além do italiano nativo, em português, inglês, espanhol e francês.
Em 1 de março de 2024, o Papa Francisco o nomeou núncio apostólico na Papua-Nova Guiné, onde era conselheiro, com a dignidade de arcebispo titular de Pausulæ. Recebeu a ordenação episcopal em 11 de maio do mesmo ano, na Catedral de São Justino de Chieti, do Cardeal Secretário de Estado, Pietro Parolin, coadjuvado por Bruno Forte, arcebispo de Chieti-Vasto e por Salvatore Pennacchio, presidente da Pontifícia Academia Eclesiástica.
Em 14 de maio de 2024, foi nomeado também núncio apostólico para as Ilhas Salomão.